# Avercast
Avercast, LLC là công ty phần mềm dự báo tồn kho và lập kế hoạch cung cấp trong quản lý chuỗi cung ứng trong công nghiệp còn được gọi là quản lý theo yêu cầu.

## Tổng quan công ty
Avercast là một công ty phần mềm quốc tế có trụ sở tại Rexburg, Idaho, Hoa Kỳ.  Được thành lập vào năm 2008 bởi nhu cầu giải pháp đồng sáng lập Gene Averill, Avercast đã mở rộng để bao gồm hai mươi văn phòng khu vực tại 10 quốc gia trên năm châu lục.
Năm 2010, Avercast đã được đưa vào danh sách 100 nguồn động lực có ảnh hưởng nhất và máy khuấy của tạp chí Supply &amp; Điều hành Nhu cầu Chain.
Vào năm 2011, Gene Averill, người sáng lập và giám đốc điều hành của Avercast, được tạp chí điều hành chuỗi cung ứng và chuỗi cung ứng biết đến.  Gene Averill đã đi tiên phong trong nhiều công nghệ lập kế hoạch quản lý nhu cầu phổ biến trong ngành công nghiệp ngày nay.
Năm 2011, Avercast đã được công nhận bởi danh sách 100 dự án chuỗi cung ứng tuyệt vời của tạp chí chuỗi cung ứng và chuỗi cung ứng cho Markwins International.
Năm 2011, Avercast đã ra mắt một trong những nền tảng quản lý nhu cầu dựa trên đám mây đầu tiên nhằm vào các công ty vừa và nhỏ.  Các dịch vụ đám mây của công ty cho phép người dùng mua các công cụ phần mềm quản lý nhu cầu à la carte mà không cần phải mua hoặc nâng cấp bất kỳ phần cứng nào.